# Stalle
Stalle is een buurt in de Belgische gemeente Ukkel in het Brussels Hoofdstedelijk Gewest. Stalle ligt in het noordwesten van de gemeente, nabij de grens met Vorst.

## Geschiedenis

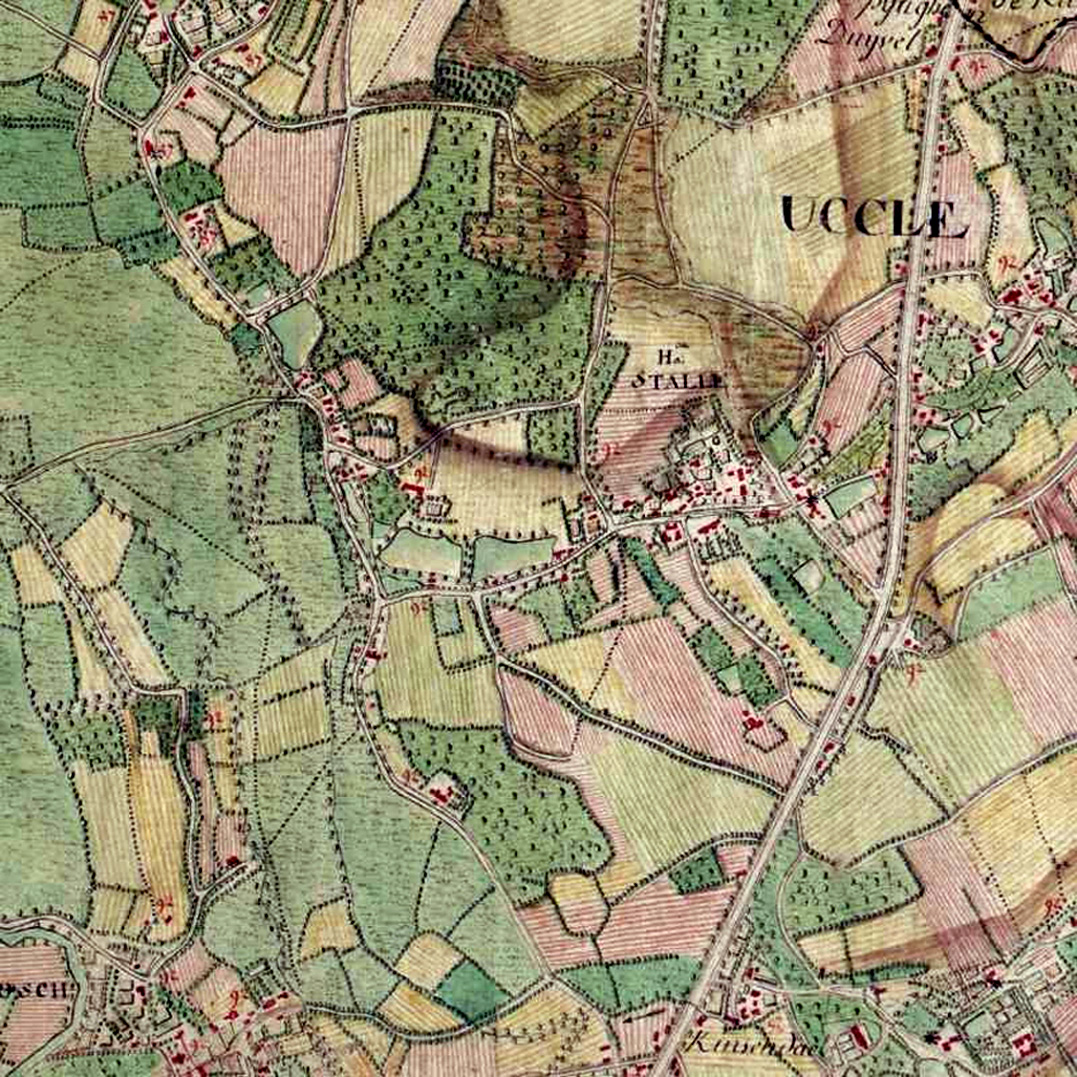
Ukkel en Stalle Ferrariskaart

Stalle was sinds de middeleeuwen een belangrijke heerlijkheid nabij Ukkel. Oude vermeldingen van de heren van Stalle gaan terug tot de 12de eeuw. In de 14de en 15de eeuw groeide Stalle en uit deze periode dateert de eerste kapel. Op de Ferrariskaart uit de jaren 1770 staat Stalle aangeduid als een gehucht ten westen van het dorp Ukkel rond de plaats waar men nu nog de kapel van Stalle terugvindt. Toen op het eind van het ancien régime onder Frans bewind de gemeenten werden gecreëerd werd Stalle samen met de heerlijkheid Carloo en het dorp Ukkel de nieuwe gemeente Ukkel. Ten noordwesten aan de samenvloeiing van de Geleytsbeek en Ukkelbeek lag Neerstalle. In de 19de en vooral 20ste eeuw raakte het voorheen landelijk gebied verstedelijkt. In 1873 werd spoorlijn 124 door de buurt aangelegd met twee stations: Ukkel-Stalle in het noorden en Ukkel-Kalevoet in het zuiden.

## Bezienswaardigheden

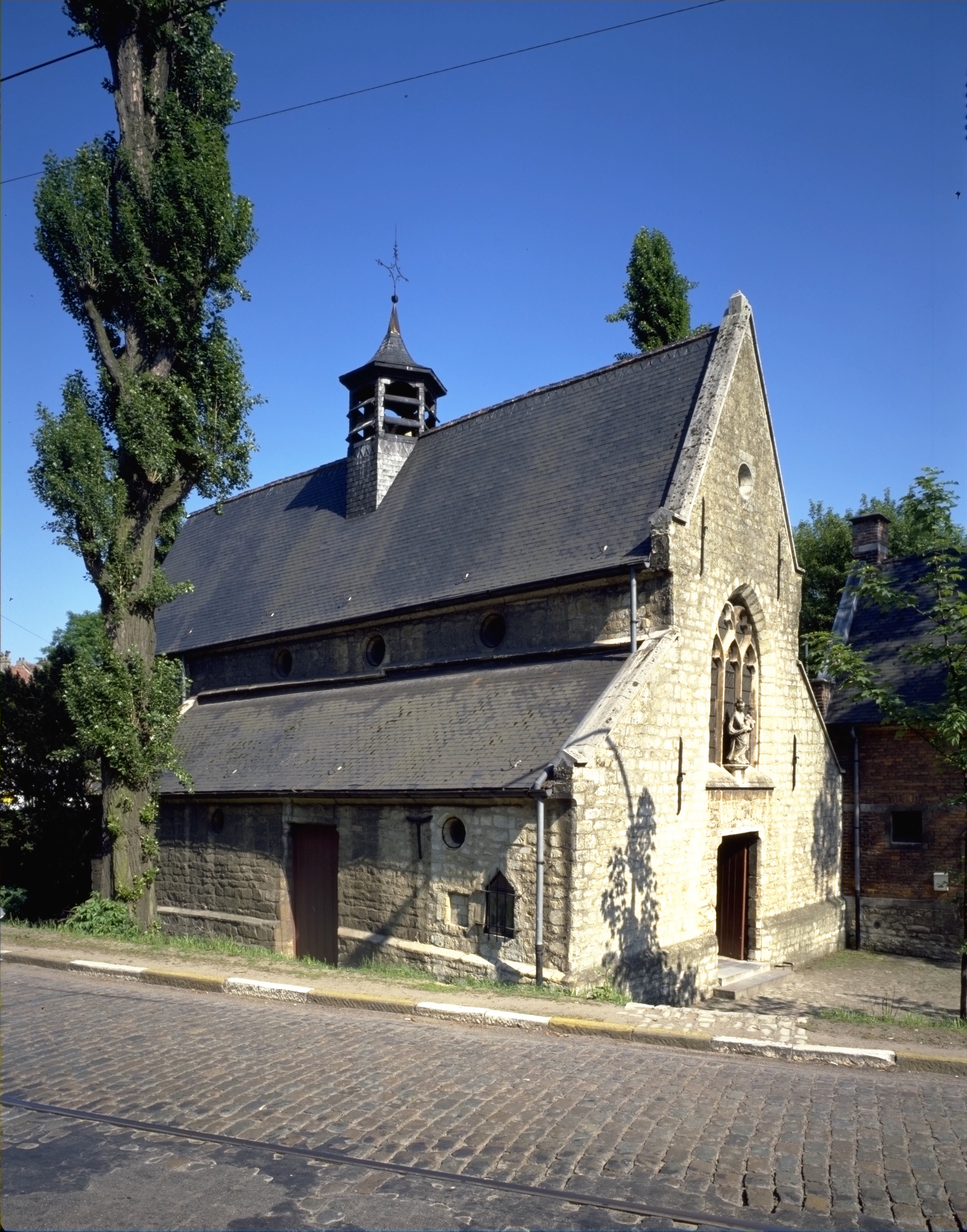
Onze-Lieve-Vrouw-ter-Noodkapel

- De Onze-Lieve-Vrouw-ter-Noodkapel, ook wel Stallekapel genoemd, werd al in 14de eeuw gesticht. De huidige beschermde kapel dateert uit de 15de eeuw.
- Het beschermde station Ukkel-Stalle
- Sint-Pauluskerk, uit het midden van de 20ste eeuw.

## Verkeer en vervoer
Aan de oostzijde van Stalle loopt de Alsembergsesteenweg, een oude zuidelijk uitvalsweg uit Brussel. Dwars door de wijk loopt de Stallestraat (N261), van noordoost naar zuidwest, met hierop tramlijn 4. Deze tramlijn verbindt Stalle met het centrum van Brussel en vertrekt ten westen van Stalle, bij de grens met het Vlaams Gewest.
Langs spoorlijn 124 staan het Station Ukkel-Stalle (even ten noorden van de buurt) en het station Ukkel-Kalevoet (ten zuiden van de buurt).
Bascule · Brugmann · Carloo/Sint-Job · Churchill · De Kat · Diesdelle · Dieweg · Engeland · Fort Jaco · Globe · Groene Jager · Groeselenberg · Homborch · Horzel · Kauwberg · Kalevoet · Keienbempt · Kriekenput · Neerstalle · Langeveld · Merlo · Moensberg · Stalle · Verrewinkel · Vossegat · Wolvenberg · Wolvendaal · Zeecrabbe